# Vernonia sechellensis
Vernonia sechellensis (Synonym: Cacalia sechellensis) ist eine ausgestorbene Pflanzenart aus der Gattung der Scheinastern (Vernonia) innerhalb der Familie der Korbblütler. Sie war auf der Seychellen-Insel Mahé endemisch.

## Beschreibung
Vernonia sechellensis war ein Strauch, der eine Wuchshöhe von 90 bis 120 Zentimetern erreichte. Die Rinde der holzigen Zweige war kurz flaumig behaart. Die ungestielten, 5 bis 7,5 cm langen Laubblätter saßen gehäuft am Ende der Zweige. Die etwas ledrigen, fast unbehaarten Blattspreiten waren verkehrt-lanzettlich-länglich mit spitzlichem oberen Ende und schmal abgerundetem Grund. 
Die Körbe standen in einem dichten, schirmrispigen Gesamtblütenstand mit einem Durchmesser von 75 bis 100 mm zusammen. Außer an der Spitze waren die kräftigen, aufsteigenden Rispenäste kahl. Blütenstiele waren nicht vorhanden oder sehr kurz. Die glockenförmige Hülle (Involucrum) war weniger als 6 mm lang. Die matt braunen Hüllblätter standen in vier oder fünf Reihen und waren früh hinfällig. Die äußeren Hüllblätter waren kurz, stumpf und kurz flaumig behaart, die inneren lanzettlich und spitz. 
Die zylindrischen, dauerhaft behaarten Achänen waren 2 mm lang und hatten acht bis zehn hervorstehende Rippen. Der 6 mm lange Pappus bestand aus 100 oder mehr haltbaren, steifen, gleichmäßig bewimperten, leuchtend lachsroten Borsten.

## Status
Vernonia sechellensis ist nur vom Holotypus bekannt, den der schottische Botaniker John Horne (1835–1905) im Jahre 1874 im Forêt Noir auf Mahé gesammelt hatte. Seitdem wurde die Art nicht mehr wiederentdeckt.